# Potentilla eriocarpa
Potentilla eriocarpa är en rosväxtart som beskrevs av Nathaniel Wallich. Potentilla eriocarpa ingår i Fingerörtssläktet som ingår i familjen rosväxter.

## Underarter
Arten delas in i följande underarter:
- P. e. major
- P. e. tsarongensis